# NBA-Draft 1998
Der NBA-Draft 1998 wurde am 24. Juni 1998 im General Motors Place in Vancouver, Kanada durchgeführt. In zwei Runden wurden jeweils 29 Basketball-Spieler von NBA-Teams ausgewählt.
An erster Stelle wurde der Nigerianer Michael Olowokandi von den Los Angeles Clippers ausgewählt, was sich für die Clippers aber nicht ausgezahlt hat. Die Auswahl von Olowokandi gilt heute als eine der größten Fehlentscheidungen bei NBA-Drafts. Brad Miller hingegen war, zusammen mit Ben Wallace im Jahre 2003, der erste nichtgedraftete Spieler, der ins NBA All-Star Game berufen wurde.

## Runde 1
| Pick | Spieler                 | Nationalität                   | NBA-Team                                  | vorheriges Team/College                     |
| ---- | ----------------------- | ------------------------------ | ----------------------------------------- | ------------------------------------------- |
| 1    | Michael Olowokandi (C)  | Nigeria Vereinigtes Königreich | Los Angeles Clippers                      | University of the Pacific                   |
| 2    | Mike Bibby (PG)         | Vereinigte Staaten             | Vancouver Grizzlies                       | University of Arizona                       |
| 3    | Raef LaFrentz (C/F)     | Vereinigte Staaten             | Denver Nuggets                            | University of Kansas                        |
| 4    | Antawn Jamison (F)      | Vereinigte Staaten             | Toronto Raptors                           | University of North Carolina at Chapel Hill |
| 5    | Vince Carter (G/F)      | Vereinigte Staaten             | Golden State Warriors                     | University of North Carolina at Chapel Hill |
| 6    | Robert Traylor (F/C)    | Vereinigte Staaten             | Dallas Mavericks                          | University of Michigan                      |
| 7    | Jason Williams (PG)     | Vereinigte Staaten             | Sacramento Kings                          | University of Florida                       |
| 8    | Larry Hughes (SG)       | Vereinigte Staaten             | Philadelphia 76ers                        | Saint Louis University                      |
| 9    | Dirk Nowitzki (PF)      | Deutschland                    | Milwaukee Bucks                           | DJK Würzburg (Deutschland)                  |
| 10   | Paul Pierce (G/F)       | Vereinigte Staaten             | Boston Celtics                            | University of Kansas                        |
| 11   | Bonzi Wells (G/F)       | Vereinigte Staaten             | Detroit Pistons                           | Ball State University                       |
| 12   | Michael Doleac (C)      | Vereinigte Staaten             | Orlando Magic                             | University of Utah                          |
| 13   | Keon Clark (F/C)        | Vereinigte Staaten             | Orlando Magic (von Golden State Warriors) | University of Nevada, Las Vegas             |
| 14   | Michael Dickerson (SG)  | Vereinigte Staaten             | Houston Rockets                           | University of Arizona                       |
| 15   | Matt Harpring (F/G)     | Vereinigte Staaten             | Orlando Magic (von New Jersey Nets)       | Georgia Institute of Technology             |
| 16   | Bryce Drew (PG)         | Vereinigte Staaten             | Houston Rockets                           | Valparaiso University                       |
| 17   | Radoslav Nesterovič (C) | Slowenien                      | Minnesota Timberwolves                    | Virtus Bologna (Italien)                    |
| 18   | Mirsad Turkcan (PF)     | Türkei                         | Houston Rockets (von Toronto Raptors)     | Efes Pilsen Istanbul (Türkei)               |
| 19   | Pat Garrity (PF)        | Vereinigte Staaten             | Milwaukee Bucks (von Cleveland Cavaliers) | University of Notre Dame                    |
| 20   | Roshown McLeod (SF)     | Vereinigte Staaten             | Atlanta Hawks                             | Duke University                             |
| 21   | Ricky Davis (G/F)       | Vereinigte Staaten             | Charlotte Hornets                         | University of Iowa                          |
| 22   | Brian Skinner (F/C)     | Vereinigte Staaten             | Los Angeles Clippers (von Miami Heat)     | Baylor University                           |
| 23   | Tyronn Lue (PG)         | Vereinigte Staaten             | Denver Nuggets (von Phoenix Suns)         | University of Nebraska-Lincoln              |
| 24   | Felipe López (SG)       | Dominikanische Republik        | San Antonio Spurs                         | St. John’s University, New York             |
| 25   | Al Harrington (F)       | Vereinigte Staaten             | Indiana Pacers                            | St. Patrick’s High School (New Jersey)      |
| 26   | Sam Jacobson (SG)       | Vereinigte Staaten             | Los Angeles Lakers                        | University of Minnesota                     |
| 27   | Vladimir Stepania (C)   | Georgien                       | Seattle SuperSonics                       | KK Olimpija Ljubljana (Slowenien)           |
| 28   | Corey Benjamin (SG)     | Vereinigte Staaten             | Chicago Bulls                             | Oregon State University                     |
| 29   | Nazr Mohammed (C/F)     | Vereinigte Staaten             | Utah Jazz                                 | University of Kentucky                      |

## Runde 2
| Pick | Spieler                | Nationalität       | NBA-Team                                       | vorheriges Team/College                     |
| ---- | ---------------------- | ------------------ | ---------------------------------------------- | ------------------------------------------- |
| 30   | Ansu Sesay (SF)        | Vereinigte Staaten | Golden State Warriors (von Toronto Raptors)    | University of Mississippi                   |
| 31   | Ruben Patterson (SF)   | Vereinigte Staaten | Los Angeles Lakers (von Vancouver Grizzlies)   | University of Cincinnati                    |
| 32   | Rashard Lewis (SF)     | Vereinigte Staaten | Seattle SuperSonics (von Detroit Pistons)      | Alief Elsik High School (Houston, Texas)    |
| 33   | Jelani McCoy (F/C)     | Vereinigte Staaten | Seattle SuperSonics (von Los Angeles Clippers) | University of California, Los Angeles       |
| 34   | Shammond Williams (PG) | Vereinigte Staaten | Chicago Bulls (von Golden State Warriors)      | University of North Carolina at Chapel Hill |
| 35   | Bruno Šundov (C)       | Kroatien           | Dallas Mavericks                               | KK Split (Kroatien)                         |
| 36   | Jerome James (C)       | Vereinigte Staaten | Sacramento Kings                               | Florida A&M University                      |
| 37   | Casey Shaw (C)         | Vereinigte Staaten | Philadelphia 76ers                             | University of Toledo                        |
| 38   | DeMarco Johnson (PF)   | Vereinigte Staaten | New York Knicks (von Boston Celtics)           | University of North Carolina at Charlotte   |
| 39   | Rafer Alston (PG)      | Vereinigte Staaten | Milwaukee Bucks                                | California State University, Fresno         |
| 40   | Korleone Young (SF)    | Vereinigte Staaten | Detroit Pistons                                | Hargrave Military Academy                   |
| 41   | Cuttino Mobley (SG)    | Vereinigte Staaten | Houston Rockets                                | University of Rhode Island                  |
| 42   | Miles Simon (SG)       | Vereinigte Staaten | Orlando Magic                                  | University of Arizona                       |
| 43   | Jahidi White (F/C)     | Vereinigte Staaten | Washington Wizards                             | Georgetown University                       |
| 44   | Sean Marks (PF)        | Neuseeland         | New York Knicks                                | University of California, Berkeley          |
| 45   | Toby Bailey (SG)       | Vereinigte Staaten | Los Angeles Lakers (von New Jersey Nets)       | University of California, Los Angeles       |
| 46   | Andrae Patterson (SF)  | Vereinigte Staaten | Minnesota Timberwolves                         | Indiana University Bloomington              |
| 47   | Tyson Wheeler (PG)     | Vereinigte Staaten | Toronto Raptors                                | University of Rhode Island                  |
| 48   | Ryan Stack (C)         | Vereinigte Staaten | Cleveland Cavaliers                            | University of South Carolina                |
| 49   | Cory Carr (SG)         | Vereinigte Staaten | Atlanta Hawks                                  | Texas Tech University                       |
| 50   | Andrew Betts (C)       | England            | Charlotte Hornets                              | California State University, Long Beach     |
| 51   | Corey Brewer (PG)      | Vereinigte Staaten | Miami Heat                                     | University of Oklahoma                      |
| 52   | Derrick Dial (SG)      | Vereinigte Staaten | San Antonio Spurs                              | Eastern Michigan University                 |
| 53   | Greg Buckner (SG)      | Vereinigte Staaten | Dallas Mavericks (von Phoenix Suns)            | Clemson University                          |
| 54   | Tremaine Fowlkes (SF)  | Vereinigte Staaten | Denver Nuggets (von Indiana Pacers)            | California State University, Fresno         |
| 55   | Ryan Bowen (SF)        | Vereinigte Staaten | Denver Nuggets (von Seattle SuperSonics)       | University of Iowa                          |
| 56   | J. R. Henderson (SF)   | Vereinigte Staaten | Vancouver Grizzlies (von Los Angeles Lakers)   | University of California, Los Angeles       |
| 57   | Torraye Braggs (PF)    | Vereinigte Staaten | Utah Jazz                                      | Xavier University of Cincinnati             |
| 58   | Maceo Baston (PF)      | Vereinigte Staaten | Chicago Bulls                                  | University of Michigan                      |

## Ungedraftete Spieler
- Earl Boykins (SG/PG,  Vereinigte Staaten), Eastern Michigan University
- Anthony Carter (PG,  Vereinigte Staaten), University of Hawaii at Manoa
- Mike James (PG), Duquesne University
- Šarūnas Jasikevičius (PG/SG,  Litauen), University of Maryland, College Park
- Brad Miller (C,  Vereinigte Staaten), Purdue University